# Nocturne
En nocturne (fransk af lat. nocturnus, natlig; it. notturno) er inden for musikken en betegnelse på et musikstykke af drømmende, sværmerisk stemningsindhold, uden nogen bestemt form. Den engelske komponist John Field anvendte benævnelsen på en række
klaverstykker, der blev forbilledet for Chopins berømte nocturner. Også på kompositioner af lignende karakter henhørende både under
sang- og instrumentalmusikken findes benævnelsen nocturne anvendt, fx i Mendelssohns musik til En skærsommernatsdrøm.

## Lyt også
- Chopins nocturne#19 i E-moll (MIDI-fil, 12 KB)

| Musik | Spire Denne musikartikel er en spire som bør udbygges. Du er velkommen til at hjælpe Wikipedia ved at udvide den. |